# Giovanni Giorgio Sparacciari
Giovanni Giorgio Sparacciari   (Montecosaro, segle XVI - 1630), fou un compositor i organista a Santa Eufemia de Verona que deixà les obres següents: Salmi per i Vespri a quattrovoci (Venècia, 1625) i Breve corsi di Concerti o Mottetti a una, due, tre e quattro voci (Venècia, 1630).